# 養生資材
塗装関係での養生資材（ようじょうしざい）とは、塗装などで塗装しない部分やしたくない部分などに使われる保護シート的な物やその塗らない部分との、境界の仕上がりを綺麗に出すために使用されるもの。

## 養生資材
以下のものが養生に使用される。
- マスカー

マスキングテープと養生シートを一体化したもので、一般的には、マスカーテープと呼ばれ塗料の跳ねやダレなどを防止し汚れないようにするもの。サイズは、550mm、1000mmなどがあり、また、建築現場では550mmはゴーゴーマスカー、1000mmはメイターマスカーなどと呼ばれることがある。